# ارتفاعات اسکاتلند
اسکاتلند کوهستانی 
(به گیلیک اسکاتلندی: Ghàidhealtachd) و (به انگلیسی: Scottish Highlands) یک منطقهٔ تاریخی اسکاتلند است. این منطقه از اواخر سده‌های میانی به این سو از دیدگاه رسوم و فرهنگ، از زمین‌های پست همسایه؛ هنگامی که دشت‌نشین‌های اسکاتلندی زبان و فرهنگ گیلیکی را در طول بیشتر زمین‌های پست اسکاتلند جایگزین کردند، به‌صورت قابل تشخیصی متمایز شد. در شمال منطقه و غرب گسل‌های کوهستانی مرزهایی به وجود آورده‌اند، هر چند مرزهای آن‌ها دقیق و به‌وضوح تعریف شده نیست، به‌ویژه در ناحیهٔ شرقی. گریت گلن (که به‌معنی درهٔ بزرگ‌است) کوه‌های گرامپیان را به جنوب شرقی از مناطق کوهستانی شمال غربی جدا می‌کند.
نام اسکاتلندی (Ghàidhealtachd) به معنی «سرزمین گیل‌ها» است و به‌طور سنتی، از دیدگاه زبان اسکاتلندی، شامل جزایر غربی و ارتفاعات هر دو می‌شود.
این منطقه بسیار کم جمعیت است. در میان بسیاری از رشته‌کوههایی که حضورشان بر منطقه حاکم‌است؛ بن نویس، با بلندی نزدیک به ۲ کیلومتر از کف درهٔ بن گلن، بلندترین کوه در جزایر بریتانیا است.
تا قبل از سدهٔ نوزدهم سرزمین‌های کوهستانی اسکاتلند محل زندگی جمعیت بسیار بیشتری بود، اما با توجه به ترکیبی از عوامل گوناگون از جمله ممنوعیتِ قانونیِ نحوهٔ زندگی سنتی کوهستانی به دنبال قیام یعقوبی ۱۷۴۵، اقدامات منفور پاکسازی سرزمین‌های کوهستانی، و مهاجرت دسته جمعی به مناطق شهری در طول انقلاب صنعتی، این منطقه در حال حاضر یکی از کم‌جمعیت‌ترین قسمت‌های اروپا است. بر پایهٔ آمارِ ۹٫۱ نفر در هر کیلومتر مربع در سالِ ۲۰۱۲، نتیجه‌گیری شده که تراکم جمعیت در «مناطق مرتفع و جزایر» کمتر از (۷/۱) یک‌هفتم تمام اسکاتلند است، که در حدود تراکم جمعیت در کشورهای بولیوی، چاد و روسیه است.